# 50 f.Kr.

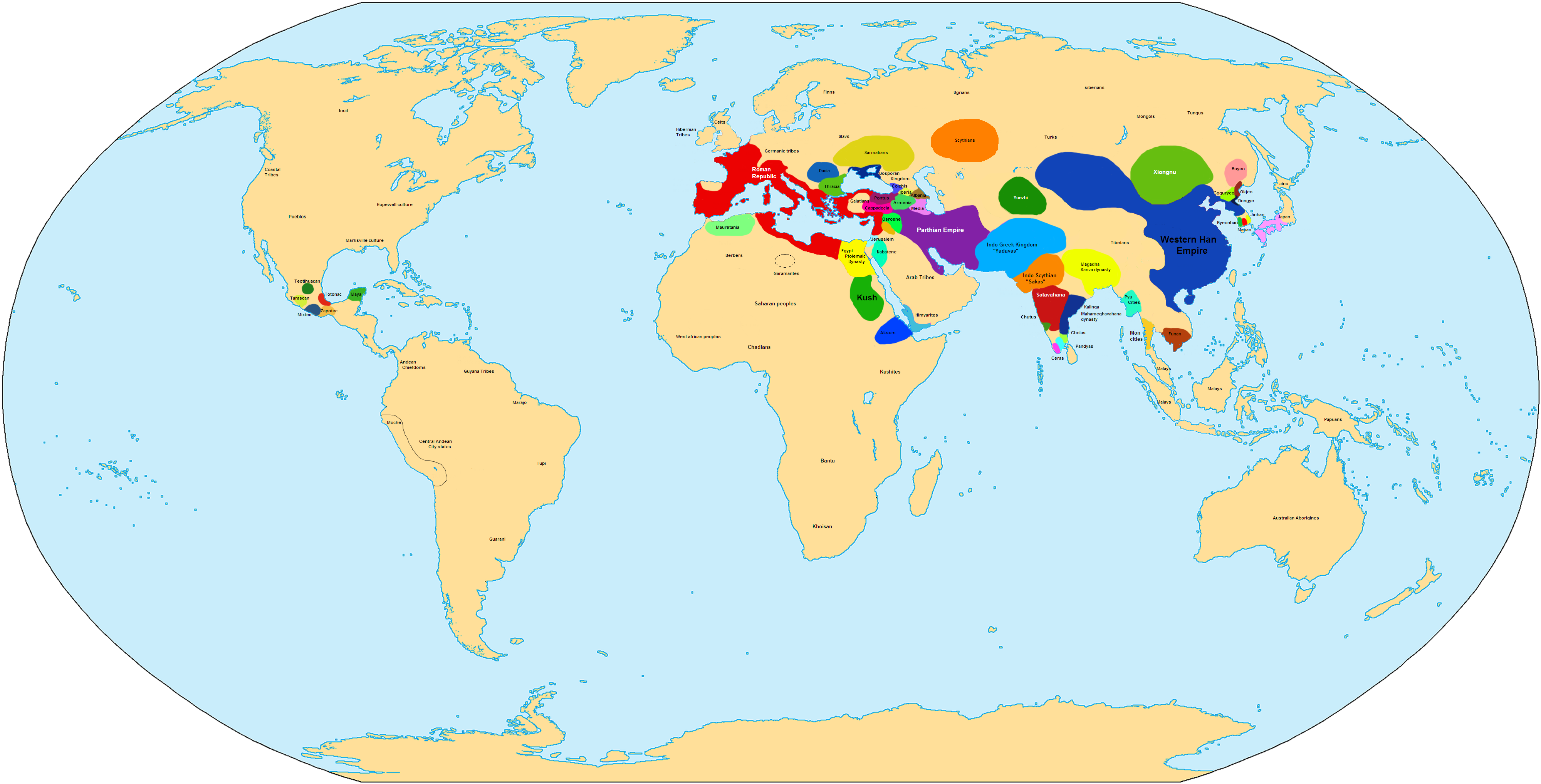
Världen 50 f.Kr.

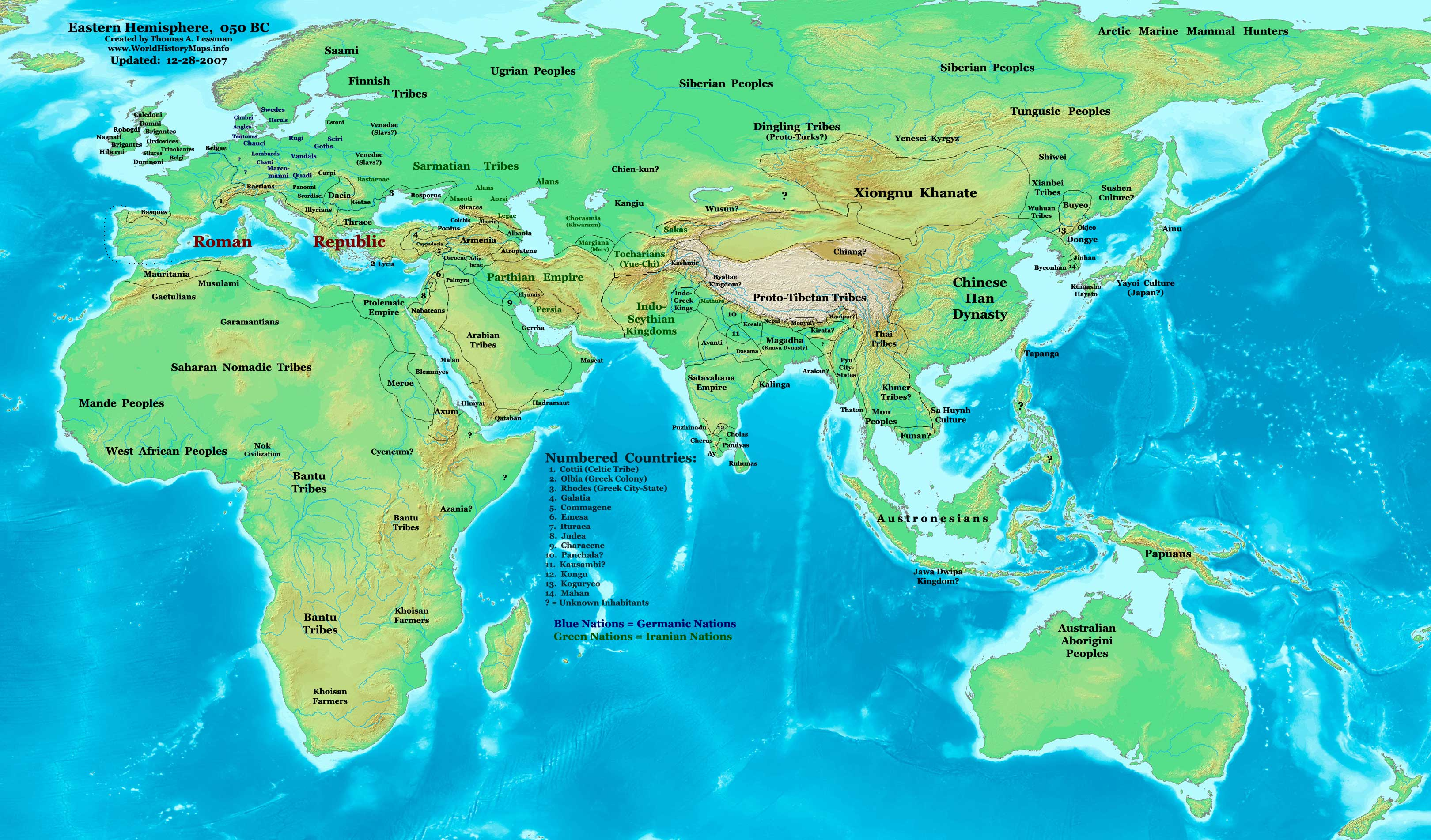
Gamla världen 50 f.Kr.

## Händelser

### Efter plats

#### Romerska republiken
- Lucius Aemilius Paullus och Gaius Claudius Marcellus Minor blir konsuler i Rom.
- Den romerska senaten vägrar låta Julius Caesar kandidera till konsulsposten in absentia och kräver att han ska lägga ner sitt befäl.

### Efter ämne

#### Fiktion
- Seriealbumen om Asterix utspelar sig detta år.

## Avlidna
- Aristobulos II, kung av Judeen
- Quintus Hortensius, romersk talare